# Вулиця Дмитра Яворницького (Київ)
Ву́лиця Дмитра́ Яворни́цького — вулиця у Святошинському районі міста Києва, селище Біличі. Пролягає від вулиці Миколи Ушакова до вулиці Володимира Наумовича.

## Історія
Вулиця виникла в першій половині XX століття, мала назву вулиця Крупської, на честь Надії Крупської, радянського державного діяча, дружини Володимира Ульянова (Леніна). З 1966 року мала назву вулиця Коллонтай, на честь радянської політичної діячки Олександри Коллонтай. 
Сучасна назва на честь історика, археолога, етнографа, дослідника історії українського козацтва Дмитра Яворницького — з 2016 року.